# Saltillo (Misisipi)
Saltillo es una ciudad del Condado de Lee, Misisipi, Estados Unidos. Según el censo de 2000 tenía una población de 3.393 habitantes y una densidad de población de 150.4 hab/km².

## Demografía
Según el censo de 2000, había 3.393 personas, 1.361 hogares y 974 familias residiendo en la localidad. La densidad de población era de 150,4 hab./km². Había 1.453 viviendas con una densidad media de 64,4 viviendas/km². El 93,93% de los habitantes eran blancos, el 4,69% afroamericanos, el 0,06% amerindios, el 0,47% asiáticos, el 0,03% isleños del Pacífico, el 0,09% de otras razas y el 0,74% pertenecía a dos o más razas. El 0,59% de la población eran hispanos o latinos de cualquier raza.
Según el censo, de los 1.361 hogares en el 38,3% había menores de 18 años, el 57,0% pertenecía a parejas casadas, el 10,9% tenía a una mujer como cabeza de familia y el 28,4% no eran familias. El 25,6% de los hogares estaba compuesto por un único individuo y el 8,4% pertenecía a alguien mayor de 65 años viviendo solo. El tamaño promedio de los hogares era de 2,45 personas y el de las familias de 2,94.
La población estaba distribuida en un 26,9% de habitantes menores de 18 años, un 9,0% entre 18 y 24 años, un 34,0% de 25 a 44, un 19,2% de 45 a 64 y un 10,8% de 65 años o mayores. La media de edad era 33 años. Por cada 100 mujeres había 87,9 hombres. Por cada 100 mujeres de 18 años o más, había 86,0 hombres.
Los ingresos medios por hogar en la localidad eran de 35.912 dólares ($) y los ingresos medios por familia eran 44.018 $. Los hombres tenían unos ingresos medios de 33.333 $ frente a los 23.542 $ para las mujeres. La renta per cápita para la ciudad era de 16.177 $. El 12,7% de la población y el 8,5% de las familias estaban por debajo del umbral de pobreza. El 13,7% de los menores de 18 años y el 17,3% de los habitantes de 65 años o más vivían por debajo del umbral de pobreza.

## Geografía
Según la Oficina del Censo de los Estados Unidos, Saltillo tiene un área total de 22,6 km² de los cuales 22,6 km² corresponden a tierra firme y 0,1 km² a agua. El porcentaje total de superficie con agua es 0,23%.